# Gabriel Kehr
Gabriel Kehr, född 3 september 1996, är en friidrottare från Chile. Han deltog vid olympiska sommarspelen 2020 och olympiska sommarspelen 2024.